# Mohamed Kaci-Saïd
Mohamed Kaci-Saïd (Argel, Argelia francesa, 2 de mayo de 1958) es un exfutbolista de Argelia que jugaba en la posición de centrocampista.

## Carrera

### Club
| Periodo   | Club       |
| --------- | ---------- |
| 1978-1987 | RC Kouba   |
| 1987-1988 | USM Annaba |

### Selección nacional
Jugó para Argelia en 57 ocasiones de 1980 a 1988 y anotó un gol; participó en la Copa Mundial de Fútbol de 1986 y en cuatro ediciones de la Copa Africana de Naciones.

## Dopaje misterioso
En noviembre de 2011 Kaci-Saïd, quien tiene una hija discapacitada, al igual que varios de sus compañeros de selección nacional en México 1986 fueron llamados por una investigación relacionada con niños discapacitados y la medicación prescrita por el entrenador ruso Evgeni Rogov.

## Logros
- Campeonato Nacional de Argelia (1): 1981